# Cacoxenus
Cacoxenus is een vliegengeslacht uit de familie van de Fruitvliegen (Drosophilidae).

## Soorten
- C. argyreator Frey, 1932
- C. exiguus Duda, 1924
- C. guttatus (Hardy and Wheeler, 1960)
- C. indagator Loew, 1858
- C. inquilinus Hendel, 1933
- C. kaszabi (Okada, 1973)